# Indonesischer Kurznasenflughund

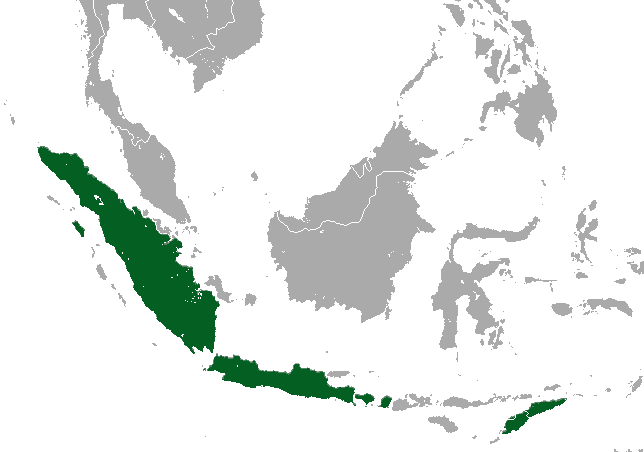
Verbreitungsgebiet des Indonesischen Kurznasenflughundes

Der Indonesische Kurznasenflughund (Cynopterus titthaecheilus) ist ein in Südostasien verbreitetes Fledertier in der Unterfamilie der Kurznasenflughunde. Die Populationen galten bis in die 1990er Jahre als Synonym des Indischen Kurznasenflughundes (Cynopterus sphinx). Das Typusexemplar stammt aus der Umgebung von Bogor auf Java.

## Merkmale
Mit einer Kopf-Rumpf-Länge von 114 bis 127 mm, einer Schwanzlänge von 9 bis 12,5 mm, mit 74 bis 84 mm langen Unterarmen und mit einem Gewicht von 76 bis 84 g ist die Art innerhalb ihrer Gattung mittelgroß. Sie hat 14 bis 19 mm lange Hinterfüße und 18 bis 23 mm lange Ohren. Wie verschiedene andere Gattungsvertreter hat sie weiße Kanten an den Ohren und die Flügel sind im Bereich der Fingerknochen weißlich. Typisch für den Kopf sind eine kurze Schnauze mit rohrförmigen Nasenöffnungen, recht große Augen mit kastanienbrauner oder olivbrauner Iris, lange bis auf die Kanten dunkelbraune Ohren und zwei dreieckige Wülste auf der Unterlippe. Das graubraune Fell des Kopfes wird zur Oberseite hin länger und erhält rotbraune bis olivgrüne Tönungen. Um die Schultern ist ein rotbrauner borstiger Mantel vorhanden, der bei Männchen dunkler und länger ist. Das hellgraue Fell des Bauches kann rötliche oder olivfarbene Schattierungen aufweisen und wird zu den Seiten hin dunkler. Bereiche zwischen den Fingern an den Flügeln und die Schwanzflughaut sind graubraun, wobei letztere wollige helle Haare trägt. Bei Jungtieren sind kein Mantel und eine grauere Grundfärbung vorhanden. Kennzeichnend für die obere Zahnreihe sind schmale innere Schneidezähne, ein dornenartiger erster Prämolar und kräftige Backenzähne. Der diploide Chromosomensatz enthält 34 Chromosomen (2n=34).

## Verbreitung
Der Indonesische Kurznasenflughund lebt auf den Inseln zwischen Sumatra und Lombok, auf verschiedenen kleinen umgebenden Inseln sowie auf Timor. Er hält sich im Flach- und Hügelland bis 800 Meter Höhe auf. Als Habitat dienen unterschiedliche Wälder und Obstplantagen.

## Lebensweise
Unter den Arten der Gattung Cynopterus, die im selben Gebiet verbreitet sind, wählt dieser Flughund meist die größten Früchte. Zusätzlich frisst er während der Trockenzeit Pollen und gelegentlich Blätter. Andere Gattungsmitglieder bauen sich aus großen Blättern zeltartige Unterschlüpfe, was vermutlich auch für diese Art gilt. Einzelne Individuen ruhen in Gebäuden. Zum Fortpflanzungsverhalten gibt es keine Angaben.

## Gefährdung
Inwieweit sich die Jagd auf den Indonesischen Kurznasenflughund auf die Bestandsentwicklung auswirkt, ist noch nicht ausreichend erforscht. Die IUCN schätzt die Gesamtpopulation als stabil ein und listet die Art als nicht gefährdet (least concern).